# الأغوز عليا
الأغوز عليا هي قرية في مقاطعة نقدة، إيران. عدد سكان هذه القرية هو 178 في سنة 2006.